# Dugary Ndabashinze
Dugary Ndabashinze (ur. 8 października 1989 w Bużumburze) – burundyjski piłkarz występujący na pozycji prawego pomocnika.
W barwach KRC Genk i Waasland-Beveren rozegrał łącznie 65 spotkań i zdobył cztery bramki w pierwszej lidze belgijskiej. Wraz z KRC Genk zdobył Puchar Belgii (2009) oraz mistrzostwo Belgii (2011).